# Йохан Цукерторт
Йохан Херман Цукерторт (на немски: Johannes Hermann Zukertort) е един от най-изтъкнатите шахматисти на XIX век, първият световен вицешампион (1886 г.) Той бил многостранно надарен и се проявявал в различни области на обществения живот, науката и изкуството.
Роден е в семейството на пруски мисионер. Прекарва ученическите и студентските си години в Бреслау, където учи медицина. Увлича се по шахмата на 13-годишна възраст, усъвършенства се под ръководството на Адолф Андерсен, като става вторият шахматист в града след своя учител. През 1867-1872 г. живее в Берлин, където е един от лидерите на политическата публицистика на Бисмарк. В края на 1860-те години той участва в няколко национални турнира, изиграва два мача с Андерсен: 1868 – (+3,−8,=1) и 1871 – (+5,−2).
Завършва медицина, участва в три войни и получава девет ордена за храброст, бил е редактор на един от големите вестници в Силезия, написал няколко труда по философия, теология и музика. Владеел перфектно 9 езика (полски, руски, немски, английски, френски, испански, италиянски, латински, древногръцки) и ползвал още 3 (арабски, санскрит, иврит).
Шахматен журналист; редактор на списанието „Нов берлински шахматен вестник“ (на немски: Neue Berliner Schachzeitung, 1867-1871) заедно с Адолф Андерсен, основател на списанието „Месечник за шах“ (на английски: Chess monthly).
Цукерторт е имал феноменална памет (помнел е всичките си игри), поставя световен рекорд за игра на сляпо – 16 игри, изиграни едновременно без да гледа на дъската.
Спечелва мачове срещу Самуел Розентал (+7−1=11, 1880 г.) и Джозеф Блекбърн (+7−2=5, 1881 г.). Победител е в някои от най-големите международни турнира на миналото столетие: Париж (1878) и Лондон (1883). Особено убедителна е победата му в Лондон, която бележи върха на кариерата му. Започва много силно и макар че в края на турнира играта му отслабва и допуска загуби, побеждава с 3 точки пред Вилхелм Щайниц, следван от Джозеф Блекбърн, Михаил Чигорин и други от най-силните шахматисти в света). Победите над Чигорин и Блекбърн са най-забележителните партии на Цукерторт в характерния му стил шахматен романтизъм с комбинативна игра.  Цукерторт, като ученик Андерсен, е считал че „без комбинации няма шахматно изкуство“.  Създател е на красиви комбинации, най-известна от които е в победата му срещу Блекбърн, 1883 г.. Щайниц я нарича „една от най-великите, може би дори най-красивата от всички, създавани някога на шахматната дъска“.
През 1886 г. загубва мач за световното първенство срещу Щайниц със 7,5:12,5 (+5,–10,=5). Не е известно в какво здравословно състояние е бил Цукерторт, защото като дипломиран лекар той се е лекувал сам. Известно е, че той започва мача, отбелязвайки 4 точки в пет игри. Но след това Щайниц изравнява, повежда и спечелва с 5 точки разлика. Две години по-късно Цукерторт умира на 45 години. Погребан е в гробището Бромптон в Лондон.

## Книги
- Руководство к шахматной игре. — СПб., 1872; 2-е изд.: СПб., 1884; новое издание: СПб., 1896 (руски превод; в съавторство с Ж. Дюфрен).

## Интересни факти
Когато веднъж един богат негодник презрително попитал Цукерторт:
| „ | Вие, изглежда, че сте професионалист по шах? | “ |

той отговорил с достойнство:
| „ | В живота има само два вида професионализъм: професионалисти в работата и професионалисти в мързела. | “ |